# Рушевине цркве Паскалице
Рушевине цркве Паскалице се налазе у Паскалији (Видење), на територији општине Пећ, на Косову и Метохији. Представљају непокретно културно добро као споменик културе.
У селу Паскалији, на десној обали Белог Дрима, у равници познатој као Ваганиште, налазе се остаци старе цркве Паскалице која се по преосталим облицима основе храма датује у преднемањићку епоху црквеног градитељства. Око остатака Паскалице сачували су се и делови старог гробља.

## Основ за упис у регистар
Решење Покрајинског завода за заштиту споменика културе у Приштини, бр. 520 од 20. 8. 1966. Закон о заштити споменика културе (Сл. гласник СРС бр. 51/59 ).